# Megacoeloides
Megacoeloides is een geslacht van wantsen uit de familie van de Miridae (Blindwantsen). Het geslacht werd voor het eerst wetenschappelijk beschreven door Bertil Robert Poppius in 1914.
Er is een genus van schildwespen met dezelfde naam.

## Soorten
Het genus bevat de volgende soorten:

- Megacoeloides oculatus Poppius, 1914